# الشركة العربية الليبية للاستثمارات الخارجية
الشركة العربية الليبية للاستثمارات الخارجية وتعرف أكثر باسم لافيكو هي شركة استثمارية تمثل الذراع الاستثماري للحكومة الليبية في الخارج. أسست سنة 1981 برأس مال 500 مليون دينار ليبي أي ما يعادل آنذاك 1.5 مليار دولار أمريكي. قامت بالاستثمار في العديد من الشركات والمشاريع في 45 دولة خاصة في أوروبا وإفريقيا السوداء.
من أهم مساهمات الشركة:
- 7.5% في نادي جوفنتوس.
- 2% في فيات.
- 2.6% في كابيتاليا، رابع بنك في إيطاليا.
- %5.95 في مجموعة أونا، أكبر شركة مغربية.
- 47% في مجموعة كورنثيا، سلسلة فنادق مالطية.
- 10% في فين بارت، شركة صناعة ملابس إيطالية.
- 100% من تورغناس شركة فندقية تونسية.

## وصلات خارجية
الشركة العربية الليبية للاستثمارات الخارجية